# Micropterus treculii
Micropterus treculi é uma espécie de peixe da família Centrarchidae.
É endémica dos Estados Unidos da América.
Foi introduzida no Brasil com nome de black bass ou bass, hoje é encontrada em alguns rios do estado de São Paulo na região serrana mas a piscicultura não teve êxito.